# Monument del 27 de Maig
El Monument del 27 de Maig és una obra de Ripoll protegida com a Bé Cultural d'Interès Local.

## Descripció
Estàtua exempta al·legòrica a la defensa dels ripollesos front els atacs de l'exèrcit carlista el 1839. La imatge femenina, de línies modernistes, sosté amb una mà la palma del martiri i amb l'altra l'escut de Ripoll. A la base del pedestal sobre el que s'aixeca hi ha dues plaques explicatives de la història de l'estàtua; una és de 1897 i l'altra de 1926.